# Carl Solander
Carl Solander, född  28 mars 1699 i Stockholm, död 27 maj 1760 i Piteå socken, var en svensk präst och riksdagsledamot.

## Biografi
Carl Solander var son till kontraktsprosten i Piteå Daniel Solander och Sophia Catharina Lundia samt dotterson till professor Carl Lundius och vidare bror till professorn i juridik, Daniel Solander. Fadern var vid tiden för hans födelse lärare i Stockholm, och flyttade till Piteå först 1716, då sextonårige Carl redan inskrivits vid Uppsala universitet. Han disputerade 1719 om pontifikatet för Fabian Törner med De pontifice Romano , och 1721 om arabisk filosofi för Jöns Steuchius med De logica Arabum. Under studietiden författade han en del tillfällighetsdikter på svenska och latin. År 1722 promoverades han till filosofie magister. Samma år, i samband med att fadern utnämndes till kontraktsprost, förordnades Carl Solander till adjunkt i dennes församling, och blev 1730 rektor vid Piteå trivialskola. När fadern med ålderns rätt inte längre orkade företa sig visitationer till Lappmarkerna fick sonen 1730 överta uppgiften. År 1740 efterträdde han den då avlidne fadern som kyrkoherde i Piteå, och blev samma år prost. År 1751 utnämndes han till kontraktsprost.
Solander var fullmäktig vid riksdagarna 1734 och 1738. 
År 1730 gifte sig Solander med Magdalena Bostadia, som var dotter till häradshövdingen Marcus Bostadius och Christina Sand. Deras son Daniel Solander var en framstående naturforskare.